# 4285 Hulkower
4285 Hulkower è un asteroide della fascia principale. Scoperto nel 1988, presenta un'orbita caratterizzata da un semiasse maggiore pari a 2,6454503 UA e da un'eccentricità di 0,1586681, inclinata di 13,16677° rispetto all'eclittica.